# Toni Calvo
Antonio Calvo Arandes, detto Toni (Barcellona, 28 marzo 1987), è un ex calciatore spagnolo, di ruolo centrocampista.

## Carriera

### Club
Ha giocato nel Barcellona B, tra le cui file ha collezionato 11 presenze. Nel 2007 passa all'Arīs Salonicco dove in 3 anni totalizza 117 presenze e 18 gol. Il 4 gennaio 2011 passa al Parma con la formula del prestito con diritto di riscatto. Esordisce con la maglia del Parma il 6 gennaio 2011, nella partita vinta in casa della Juventus per 4-1. Scende in campo solo altre due volte con la maglia crociata. Ad inizio maggio, il direttore dell'area tecnica del Parma annuncia che Calvo non verrà riscattato.
In estate viene acquistato dalla squadra bulgara del Levski Sofia. Con la squadra bulgara colleziona venti presenze condite da sette goal. Per la stagione 2012-2013, viene ingaggiato dai ciprioti dell'Anorthōsis, con cui resta fino al 2016. Successivamente viene ingaggiato dai greci del Veria, ma dopo una sola stagione il suo contratto viene rescisso. Dopo essere rimasto inattivo per un anno, milita in tre squadre del campionato dilettantistico catalano per poi ritirarsi dal calcio giocato nel 2020.

## Palmarès

### Nazionale
- Campionato d'Europa Under-19: 1

Polonia 2006